# Brasil als Jocs Olímpics
- Adhemar Ferreira da Silva, el primer bicampió (triple salt, 1952 i 56).[1]
- Vanderlei de Lima, medalla Pierre de Coubertin (2004).[2]
- La gimnasta Rebeca Andrade és l'esportista amb més medalles olímpiques de la història (6).[3]
- Sandra Pires, de vòlei platja, va ser la primera dona banderera (Sidney 2000).[4]
- El regatista Torben Grael va ser el primer esportista en arribar a les 5 medalles.[5]
- Bernardo de Rezende té 1 medalla com a jugador i 6 d'entrenador de voleibol.[6]
- Isaquias Queiroz va ser el primer en aconseguir 3 medalles en una mateixa edició (rem a Rio 2016).[7]
- Rayssa Leal va ser la medallista més jove, amb 13 anys (skate, Tòquio 2020).[8]
- Thiago Braz va ser el darrer brasiler en establir un rècord olímpic, en salt de perxa (de 2016 a 2024).[9]

La primera participació del Brasil als Jocs Olímpics va tenir lloc a Anvers 1920, a Bèlgica. Des de llavors, només ha faltat a la cita olímpica en els Jocs de 1928 a Amsterdam, Països Baixos. La crisi econòmica que travessava el país va impedir que hi hagués prou recursos per enviar-hi una delegació. Als Jocs d'Hivern, no va debutar fins al 1992, a Albertville, França.
A Tòquio 2020 va arribar a la xifra de 150 medalles olímpiques, en un total de 18 esports diferents, liderant el rànquing entre els països sud-americans. La seva millor actuació havia estat com a país amfitrió a Rio de Janeiro 2016 (19 medalles, 7 d'or), superada en aquella edició celebrada l'any 2021 (21 medalles, 7 d'or).
Voleibol, vòlei platja i judo són els esports que més medalles han rendit per al Brasil, 24 en total. Al menys un judoka brasiler ha pujat al podi en totes les edicions des de Los Angeles 1984; mentre que el voleibol i la vela són els esports on han guanyat més ors olímpics, amb 8. En voleibol, la selecció brasilera de voleibol ha sigut la primera en guanyar l'or en les quatre modalitats (pista masculina el 1992, platja femenina el 1996, platja masculina el 2004 i pista femenina el 2008), només igualats pels Estats Units el 2020. El país també és el màxim medallista en els torneigs de futbol amb 9: 7 medalles en categoria masculina (inclosos els ors de 2016 i 2020), més 2 plates en la femenina.
A més, un atleta brasiler va guanyar la Medalla Pierre de Coubertin: Vanderlei Cordeiro de Lima. El maratonià va ser agredit per un espectador durant la prova del 2004 a Atenes, Grècia, quan liderava la cursa. Malgrat l'incident, va poder acabar enduent-se la medalla de bronze i demostrant la seva esportivitat durant el darrer tram, dintre de l'estadi Panathinaikó.

## Història als Jocs Olímpics d'estiu
El primer brasiler en disputar els Jocs Olímpics va ser Adolphe Christiano Klingelhoeffer, ciutadà brasiler amb pare francès i mare brasilera. Va participar en les proves d'atletisme dels Jocs de París 1900, en les curses de 60 m llisos, 200 m llisos i 110 m tanques, sense superar la primera ronda en cap d'elles. Com el Brasil encara no s'havia adscrit al moviment olímpic, va optar per competir sota bandera francesa.
Oficialment, la primera participació brasilera als Jocs Olímpics va ser la d'Anvers 1920. La delegació va estar formada per 22 esportistes, tots homes, que van aconseguir 3 medalles, totes en tir: una d'or, una de plata i una de bronze. El 1924, a causa de la manca de fons de la Unió, el Brasil va quedar gairebé fora dels Jocs Olímpics de París. Una situació que es va superar gràcies a la iniciativa dels esportistes de São Paulo, liderats pel periodista Américo Neto, del diari O Estado de S. Paulo, amb el suport de la federació paulista d'atletisme. Amb una delegació reduïda de només 11 homes, Brasil va participar en proves de tir, atletisme i rem.
L'any 1932, als Jocs Olímpics de Los Angeles, Brasil va enviar una representació de 82 esportistes per via marítima. Un cop al port, havien de pagar una taxa d'un dòlar per persona per poder desembarcar, causant que la participació caigués fins als 59 esportistes. Només aquells amb més possibilitats d'èxit van poder competir, inclosa la primera olímpica brasilera, la nedadora Maria Lenk. En aquests Jocs, Brasil va participar en waterpolo, natació, tir, rem i atletisme. El 1935, el Comitè Olímpic del Brasil va iniciar la seva activitat, encara que s'havia fundat formalment el 1914. Fins aleshores, el responsable de la selecció d'esportistes havia estat la Confederació Brasilera d'Esports (CBD, per les sigles en portuguès).
Després de 1920, el Brasil no va tornar a guanyar cap més medalla fins als Jocs de Londres 1948, amb un bronze en bàsquet masculí. En la següent edició, Hèlsinki 1952, va guanyar un nou or amb Adhemar Ferreira da Silva en la prova de triple salt d'atletisme. Des de llavors, el país ha guanyat medalles en totes les edicions. Precisament, Adhemar da Silva va ser el primer bicampió olímpic brasiler, ja que quatre anys després va revalidar l'or en els Jocs de Melbourne.
Rio de Janeiro va acollir els Jocs Olímpics d'estiu de 2016, sent la primera ciutat d'Amèrica del Sud a acollir l'esdeveniment més important de l'esport mundial. La delegació brasilera més gran de la història va comptar amb 465 atletes en 28 esports. El país va tenir la seva millor participació, amb 19 medalles en total, 7 d'elles d'or.
Als Jocs de Tòquio de 2020, el país va superar els registres de obtinguts a Rio, amb 21 medalles en total i igualant els 7 ors. El país també va assolir la seva major varietat d'esports al podi, amb 13, entre els quals hi havia dos debutants (surf i monopatí), a més de la primera medalla al tennis. Tres anys després, als Jocs de París 2024, la xifra de medalles es va mantenir, amb una vintena. La delegació va arribar a la paritat de gènere i, a més, les 3 medalles d'or obtingudes pels brasilers van arribar d'esportistes femenines (la gimnasta Rebeca Andrade, la judoka Beatriz Souza i la parella de vòlei platja Duda i Ana Patrícia).

## Història als Jocs Olímpics d'hivern
En la seva primera participació, a Albertville 1992, el país va portar 6 homes i 1 dona, tots competint en esquí alpí. Catorze anys més tard, a Torí 2006, Isabel Clark, una surfista de neu, va aconseguir el millor resultat de la participació brasilera (així com llatinoamericana) als Jocs d'Hivern, situant-se en la novena posició en surf de neu a Torí 2006. Cal destacar també la carrera olímpica de Jaqueline Mourão, qui ha participat en 7 edicions i 3 modalitats, tant d'hivern (biatló i esquí de fons) com d'estiu (ciclisme de muntanya).

## Palmarés
*Actualitzat el 12/08/2024

### Participants i medaller per edició

#### Jocs Olímpics d'Estiu

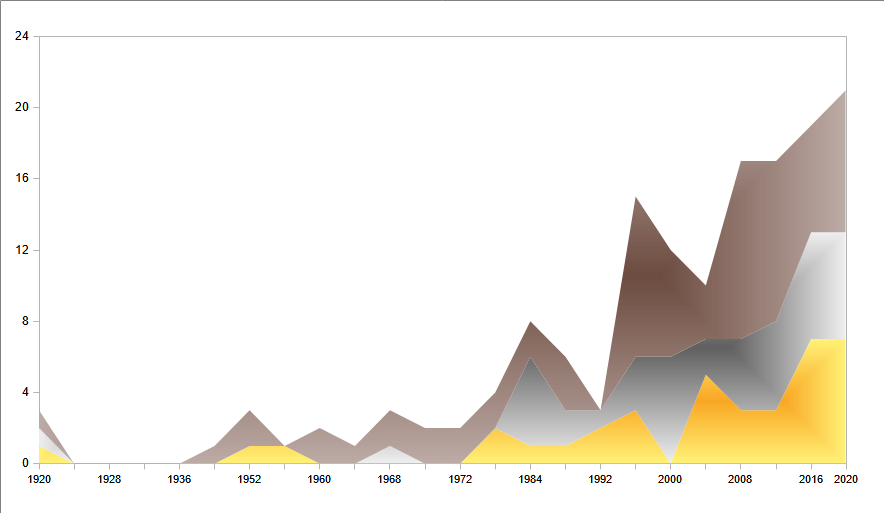
Evolució del medaller brasiler en els Jocs Olímpics d'Estiu.

| Edició               | Esportistes      | Or               | Argent           | Bronze           | Total            | Pos. |
| -------------------- | ---------------- | ---------------- | ---------------- | ---------------- | ---------------- | ---- |
| 1920 Anvers          | 21               | 1                | 1                | 1                | 3                | 15   |
| 1924 París           | 12               | 0                | 0                | 0                | 0                | —    |
| 1928 Amsterdam       | No va participar | No va participar | No va participar | No va participar | No va participar | —    |
| 1932 Los Angeles     | 59               | 0                | 0                | 0                | 0                | —    |
| 1936 Berlín          | 94               | 0                | 0                | 0                | 0                | —    |
| 1948 Londres         | 77               | 0                | 0                | 1                | 1                | 34   |
| 1952 Hèlsinki        | 108              | 1                | 0                | 2                | 3                | 25   |
| 1956 Melbourne       | 48               | 1                | 0                | 0                | 1                | 25   |
| 1960 Roma            | 81               | 0                | 0                | 2                | 2                | 39   |
| 1964 Tòquio          | 68               | 0                | 0                | 1                | 1                | 35   |
| 1968 Ciutat de Mèxic | 84               | 0                | 1                | 2                | 3                | 35   |
| 1972 Múnic           | 89               | 0                | 0                | 2                | 2                | 41   |
| 1976 Montreal        | 93               | 0                | 0                | 2                | 2                | 36   |
| 1980 Moscou          | 109              | 2                | 0                | 2                | 4                | 17   |
| 1984 Los Angeles     | 151              | 1                | 5                | 2                | 8                | 19   |
| 1988 Seül            | 171              | 1                | 2                | 3                | 6                | 24   |
| 1992 Barcelona       | 197              | 2                | 1                | 0                | 3                | 25   |
| 1996 Atlanta         | 225              | 3                | 3                | 9                | 15               | 25   |
| 2000 Sydney          | 205              | 0                | 6                | 6                | 12               | 53   |
| 2004 Atenas          | 247              | 5                | 2                | 3                | 10               | 16   |
| 2008 Pequín          | 277              | 3                | 4                | 10               | 17               | 23   |
| 2012 Londres         | 259              | 3                | 5                | 9                | 17               | 22   |
| 2016 Rio de Janeiro  | 465              | 7                | 6                | 6                | 19               | 13   |
| 2020 Tòquio          | 304              | 7                | 6                | 8                | 21               | 12   |
| 2024 París           | 277              | 3                | 7                | 10               | 20               | 20   |
| 2028 Los Angeles     |                  |                  |                  |                  |                  | —    |
| 2032 Brisbane        |                  |                  |                  |                  |                  | —    |
| Total                | 2.960            | 40               | 49               | 81               | 170              | 32   |

#### Jocs Olímpics d'Hivern
| Edició                        | Esportistes | Or | Argent | Bronze | Total | Pos. |
| ----------------------------- | ----------- | -- | ------ | ------ | ----- | ---- |
| 1992 Albertville              | 7           | 0  | 0      | 0      | 0     | —    |
| 1994 Lillehammer              | 1           | 0  | 0      | 0      | 0     | —    |
| 1998 Nagano                   | 1           | 0  | 0      | 0      | 0     | —    |
| 2002 Salt Lake City           | 10          | 0  | 0      | 0      | 0     | —    |
| 2006 Torí                     | 10          | 0  | 0      | 0      | 0     | —    |
| 2010 Vancouver                | 5           | 0  | 0      | 0      | 0     | —    |
| 2014 Sotxi                    | 13          | 0  | 0      | 0      | 0     | —    |
| 2018 Pyeongchang              | 9           | 0  | 0      | 0      | 0     | —    |
| 2022 Pequín                   | 10          | 0  | 0      | 0      | 0     | —    |
| 2026 Milà - Cortina d'Ampezzo |             |    |        |        |       | —    |
| Total                         | 56          | 0  | 0      | 0      | 0     | —    |

### Medaller per esport i gènere
| Esport               | Homes | Homes  | Homes  | Homes | Dones | Dones  | Dones  | Dones | Mixt | Mixt   | Mixt   | Mixt  | Suma | Clas. Gral. |
| Esport               | Or    | Argent | Bronze | Total | Or    | Argent | Bronze | Total | Or   | Argent | Bronze | Total | Suma | Clas. Gral. |
| Vela                 | 6     | 3      | 7      | 16    | 2     | 0      | 1      | 3     | —    | —      | —      | —     | 19   | 11          |
| Voleibol             | 3     | 3      | 0      | 6     | 2     | 1      | 3      | 6     | —    | —      | —      | —     | 13   | 2           |
| Atletisme            | 4     | 4      | 11     | 19    | 1     | 0      | 1      | 2     | —    | —      | —      | —     | 21   | 34          |
| Judo                 | 2     | 4      | 13     | 19    | 3     | 0      | 5      | 8     | 0    | 0      | 1      | 1     | 28   | 8           |
| Voleibol platja      | 2     | 3      | 1      | 6     | 2     | 4      | 2      | 7     | —    | —      | —      | —     | 14   | 2           |
| Futbol               | 2     | 3      | 2      | 7     | 0     | 3      | 0      | 3     | —    | —      | —      | —     | 11   | 4           |
| Gimnàstica artística | 1     | 2      | 1      | 4     | 2     | 3      | 1      | 6     | —    | —      | —      | —     | 10   | 28          |
| Boxa                 | 2     | 1      | 3      | 6     | 0     | 1      | 2      | 3     | —    | —      | —      | —     | 9    | 28          |
| Natació              | 1     | 4      | 10     | 15    | —     | —      | —      | —     | —    | —      | —      | —     | 15   | 31          |
| Tir                  | 1     | 2      | 1      | 4     | —     | —      | —      | —     | —    | —      | —      | —     | 4    | 38          |
| Rem                  | 1     | 3      | 1      | 5     | —     | —      | —      | —     | —    | —      | —      | —     | 5    | 31          |
| Hípica               | 1     | 0      | 0      | 1     | —     | —      | —      | —     | 0    | 0      | 2      | 2     | 3    | 20          |
| Marató aquàtica      | —     | —      | —      | —     | 1     | 0      | 1      | 2     | —    | —      | —      | —     | 2    | 4           |
| Surf                 | 1     | 0      | 1      | 2     | 0     | 1      | 0      | 1     | —    | —      | —      | —     | 3    | 2           |
| Monopatí de carrer   | 0     | 2      | 1      | 3     | 0     | 1      | 1      | 2     | —    | —      | —      | —     | 5    | 3           |
| Bàsquet              | 0     | 0      | 3      | 3     | 0     | 1      | 1      | 2     | —    | —      | —      | —     | 5    | 10          |
| Taekwondo            | 0     | 0      | 2      | 2     | 0     | 0      | 1      | 1     | —    | —      | —      | —     | 3    | 35          |
| Pentatló modern      | —     | —      | —      | —     | 0     | 0      | 1      | 1     | —    | —      | —      | —     | 1    | 23          |
| Tennis               | —     | —      | —      | —     | 0     | 0      | 1      | 1     | —    | —      | —      | —     | 1    | 31          |
| Total                | 27    | 34     | 57     | 117   | 13    | 15     | 21     | 49    | 0    | 0      | 3      | 3     | 170  | 32          |

### Brasilers bicampions olímpics
16 esportistes brasilers han guanyat dues medalles olímpiques d'or. Sense reconeixement oficial, el tècnic de voleibol José Roberto Guimarães va entrenar 3 equips campions olímpics: el masculí de Barcelona 1992 i els femenins de Pequín 2008 i Londres 2012.
| Nom                       | Esport               | Anys        | Cat. |
| ------------------------- | -------------------- | ----------- | ---- |
| Adhemar Ferreira da Silva | Atletisme            | 1952 i 1956 | M    |
| Fabiana Alvim             | Voleibol             | 2008 i 2012 | F    |
| Fabiana Claudino          | Voleibol             | 2008 i 2012 | F    |
| Giovane Gávio             | Voleibol             | 1992 i 2004 | M    |
| Jaqueline Carvalho        | Voleibol             | 2008 i 2012 | F    |
| Kahena Kunze              | Vela                 | 2016 i 2020 | M    |
| Marcelo Ferreira          | Vela                 | 1996 i 2004 | M    |
| Martine Grael             | Vela                 | 2016 i 2020 | M    |
| Maurício Lima             | Voleibol             | 1992 i 2004 | M    |
| Paula Pequeno             | Voleibol             | 2008 i 2012 | F    |
| Robert Scheidt            | Vela                 | 1996 i 2004 | M    |
| Sérgio Dutra Santos       | Voleibol             | 2004 i 2016 | M    |
| Sheilla Castro            | Voleibol             | 2008 i 2012 | F    |
| Thaísa Daher de Menezes   | Voleibol             | 2008 i 2012 | F    |
| Torben Grael              | Vela                 | 1996 i 2004 | M    |
| Rebeca Andrade            | Gimnàstica artística | 2020 i 2024 | F    |

### Brasilers multimedallistes
20 esportistes brasilers han obtingut 3 o més medalles. També al voleibol, Bernardo de Rezende ha participat en la consecució de 7 medalles: 1 com a jugador (plata a Los Angeles 1984), 2 com a seleccionador femení (Atlanta 1996 i Sydney 2000) i 4 més amb la selecció masculina (Atenes 2004, Pequín 2008, Londres 2012 i Rio de Janeiro 2016).
| Pos. | Nom                     | Esport               | Anys      | Edicions | Cat. | Or | Argent | Bronze | Total |
| ---- | ----------------------- | -------------------- | --------- | -------- | ---- | -- | ------ | ------ | ----- |
| 1    | Rebeca Andrade          | Gimnàstica artística | 2016–2024 | 3        | F    | 2  | 3      | 1      | 6     |
| 2    | Robert Scheidt          | Vela                 | 1996–2020 | 7        | M    | 2  | 2      | 1      | 5     |
| 3    | Torben Grael            | Vela                 | 1984–2004 | 6        | M    | 2  | 1      | 2      | 5     |
| 4    | Isaquias Queiroz        | Rem                  | 2016-2024 | 3        | M    | 1  | 3      | 1      | 5     |
| 5    | Sérgio Dutra Santos     | Voleibol             | 2004–2016 | 4        | M    | 2  | 2      | 0      | 4     |
| 6    | Gustavo Borges          | Natació              | 1992–2004 | 4        | M    | 0  | 2      | 2      | 4     |
| 7    | Marcelo Ferreira        | Vela                 | 1992–2004 | 4        | M    | 2  | 0      | 1      | 3     |
| 7    | Thaísa Daher de Menezes | Voleibol             | 2008–2024 | 4        | F    | 2  | 0      | 1      | 3     |
| 9    | Bruno Rezende           | Voleibol             | 2008–2024 | 4        | M    | 1  | 2      | 0      | 3     |
| 9    | Dante Amaral            | Voleibol             | 2000–2012 | 4        | M    | 1  | 2      | 0      | 3     |
| 9    | Gilberto Godoy Filho    | Voleibol             | 2000–2012 | 4        | M    | 1  | 2      | 0      | 3     |
| 9    | Rodrigo Santana         | Voleibol             | 2004–2012 | 3        | M    | 1  | 2      | 0      | 3     |
| 13   | Emanuel Rego            | Voleibol platja      | 1996–2012 | 5        | M    | 1  | 1      | 1      | 3     |
| 13   | Ricardo Santos          | Voleibol platja      | 2000–2012 | 4        | M    | 1  | 1      | 1      | 3     |
| 15   | César Cielo Filho       | Natació              | 2008–2012 | 2        | M    | 1  | 0      | 2      | 3     |
| 15   | Hélia de Souza          | Voleibol             | 1992–2008 | 5        | F    | 1  | 0      | 2      | 3     |
| 15   | Rodrigo Pessoa          | Hípica               | 1992–2012 | 6        | M    | 1  | 0      | 2      | 3     |
| 18   | Marta Vieira            | Futbol               | 2004–2024 | 6        | F    | 0  | 3      | 0      | 3     |
| 19   | Mayra Aguiar            | Judo                 | 2012–2024 | 4        | F    | 0  | 0      | 3      | 3     |
| 19   | Rafael Silva            | Judo                 | 2012–2024 | 4        | M    | 0  | 0      | 3      | 3     |

### Multimedallistes en una sola edició
Tan sols 9 esportistes brasilers han aconseguit més d'una medalla en una mateixa edició:
| Pos. | Nom                | Esport               | Cat. | Any  | Or | Argent | Bronze | Total |
| ---- | ------------------ | -------------------- | ---- | ---- | -- | ------ | ------ | ----- |
| 1    | Guilherme Paraense | Tir                  | M    | 1920 | 1  | 0      | 1      | 2     |
| 2    | Afrânio da Costa   | Tir                  | M    | 1920 | 0  | 1      | 1      | 2     |
| 3    | Gustavo Borges     | Natació              | M    | 1996 | 0  | 1      | 1      | 2     |
| 4    | César Cielo        | Natació              | M    | 2008 | 1  | 0      | 1      | 2     |
| 5    | Isaquias Queiroz   | Rem                  | M    | 2016 | 0  | 2      | 1      | 3     |
| 6    | Rebeca Andrade     | Gimnàstica artística | F    | 2020 | 1  | 1      | 0      | 2     |
| 6    | Rebeca Andrade     | Gimnàstica artística | F    | 2024 | 1  | 2      | 1      | 4     |
| 7    | Beatriz Souza      | Judo                 | F    | 2024 | 1  | 0      | 1      | 2     |
| 8    | Willian Lima       | Judo                 | M    | 2024 | 0  | 1      | 1      | 2     |
| 9    | Larissa Pimenta    | Judo                 | F    | 2024 | 0  | 0      | 2      | 2     |

## Banderers

### Jocs Olímpics d'Estiu
| Edició               | Nom                           | Esport           |
| -------------------- | ----------------------------- | ---------------- |
| 1920 Anvers          | Guilherme Paraense            | Tir              |
| 1924 París           | Alfredo Gomes                 | Atletisme        |
| 1928 Amsterdam       | No va participar              | No va participar |
| 1932 Los Angeles     | Antônio Lira                  | Atletisme        |
| 1936 Berlín          | Sylvio de Magalhães Padilha   | Atletisme        |
| 1948 Londres         | Sylvio de Magalhães Padilha   | Atletisme        |
| 1952 Hèlsinki        | Mário Jorge da Fonseca Hermes | Bàsquet          |
| 1956 Melbourne       | Wilson Bombarda               | Bàsquet          |
| 1960 Roma            | Adhemar Ferreira da Silva     | Atletisme        |
| 1964 Tòquio          | Wlamir Marques                | Bàsquet          |
| 1968 Ciutat de Mèxic | João Gonçalves Filho          | Waterpolo        |
| 1972 Múnic           | Luiz Cláudio Menon            | Bàsquet          |
| 1976 Montreal        | João Carlos de Oliveira       | Atletisme        |
| 1980 Moscou          | João Carlos de Oliveira       | Atletisme        |
| 1984 Los Angeles     | Eduardo de Souza              | Vela             |
| 1988 Seül            | Walter Carmona                | Judo             |
| 1992 Barcelona       | Aurélio Miguel                | Judo             |
| 1996 Atlanta         | Joaquim Cruz                  | Atletisme        |
| 2000 Sydney          | Sandra Pires                  | Voleibol platja  |
| 2004 Atenas          | Torben Grael                  | Vela             |
| 2008 Pequín          | Robert Scheidt                | Vela             |
| 2012 Londres         | Rodrigo Pessoa                | Hípica           |
| 2016 Rio de Janeiro  | Yane Marques                  | Pentatló modern  |
| 2020 Tòquio          | Ketleyn Quadros               | Judo             |
| 2020 Tòquio          | Bruno Rezende                 | Voleibol         |
| 2024 París           | Isaquias Queiroz              | Rem              |
| 2024 París           | Raquel Kochhann               | Rugbi a 7        |

1. ↑  La família de Padilha asegura que el banderer va ser Antonio Lira, el mateix de Los Angeles 1932.[31]

### Jocs Olímpics d'Hivern
| Edició              | Nom                     | Esport               |
| ------------------- | ----------------------- | -------------------- |
| 1992 Albertville    | Hans Egger              | Esquí alpí           |
| 1994 Lillehammer    | Lothar Christian Munder | Esquí alpí           |
| 1998 Nagano         | Marcelo Apovian         | Esquí alpí           |
| 2002 Salt Lake City | Mirella Arnhold         | Esquí alpí           |
| 2006 Torí           | Isabel Clark Ribeiro    | Surf de neu          |
| 2010 Vancouver      | Isabel Clark Ribeiro    | Surf de neu          |
| 2014 Sotxi          | Jaqueline Mourão        | Biatló Esquí de fons |
| 2018 Pyeongchang    | Edson Bindilatti        | Bobsleigh            |
| 2022 Pequín         | Jaqueline Mourão        | Esquí de fons        |
| 2022 Pequín         | Edson Bindilatti        | Bobsleigh            |